# 维索茨克 (萨尔内区)
51°43′18″N 26°39′3″E / 51.72167°N 26.65083°E
维索茨克（烏克蘭語：Висоцьк），是烏克蘭西北部羅夫諾州薩爾內區维索茨克市镇内的村庄及其行政中心。始建於1005年，面積1.85平方公里，海拔高度142米，2001年人口2,235。